# Daniel Bravo
Daniel Bravo (* 9. Februar 1963 in Toulouse) ist ein ehemaliger französischer Fußballspieler.

## Spielerkarriere

### Im Verein
Bravo begann seine Karriere als Profi beim OGC Nizza 1980. Drei Jahre später wechselte er zum AS Monaco. Im Fürstentum konnte er zwei französische Titel holen. Er gewann einmal den französischen Pokal und einmal den französischen Supercup. 1987 kehrte er zum OGC Nizza zurück und blieb bis 1989. In diesem Jahr ging er in die französische Hauptstadt zu Paris Saint-Germain. Mit den Hauptstädtern gelang ihm der erste Meistertitel (1994). Bravo gewann weiters zwei weitere französische Pokale, einen französischen Supercup sowie einen französischen Ligapokal. International konnte er mit PSG 1996 den Europapokal der Pokalsieger gewinnen. Im Finale gegen SK Rapid Wien spielte Bravo durch. 1996 wechselte er auch weg aus Paris und der Mittelfeldspieler ging zum AC Parma nach Italien, jedoch wurde er nicht glücklich am Stiefel und kehrte bereits 1997 nach Frankreich zurück und unterschrieb einen Vertrag bei Olympique Lyon. Nach nur einem Jahr Lyon, unterschrieb er danach ein weiteres Jahr bei Olympique Marseille und bei seinem Stammverein OGC Nizza, wo er dann auch seine Karriere 2000 beendete.
Im Anschluss an seine Karriere als Aktiver war er als Fußballexperte und Analyst bei diversen französischen Fernsehsendern tätig und ist in dieser Position zum aktuellen Zeitpunkt (Stand: Mai 2013) noch immer aktiv.

### Nationalmannschaft
International spielte Bravo 13-mal für Frankreich und erzielte ein Tor. Er nahm an der Fußball-Europameisterschaft 1984 im eigenen Land teil, wo die Franzosen den Europameistertitel erringen konnten. Dabei kam er jedoch nur zu einem Kurzeinsatz im letzten Vorrundenspiel gegen Jugoslawien (3:2).

## Erfolge
- Französischer Meister: 1993/94
- Französischer Pokalsieger: 1984/85, 1992/93, 1994/95
- Französischer Supercupsieger: 1985, 1995
- Französischer Ligapokalsieger: 1995
- Europapokalsieger der Pokalsieger: 1995/96
- Europameister: 1984